# Aartsbisdom Vercelli
Het aartsbisdom Vercelli (Latijn: Archidioecesis Vercellensis; Italiaans: Arcidiocesi di Vercelli) is een metropolitaan aartsbisdom van de Rooms-Katholieke Kerk in Italië. De zetel van het aartsbisdom is in Vercelli. De aartsbisschop van Vercelli is metropoliet van de kerkprovincie Vercelli waartoe ook de volgende suffragane bisdommen behoren:
- bisdom Alessandria
- bisdom Biella
- bisdom Casale Monferrato
- bisdom Novara

## Geschiedenis
Het bisdom ontstond in de 4e eeuw. De eerste bisschop was de legendarische Eusebius van Vercelli. In de middeleeuwen was Vercelli vanwege zijn strategische ligging een belangrijke bisschopszetel. Tijdens de Longobardische overheersing was Vercelli een hertogdom en had de stad muntrecht. De bisschoppen Atto van Vercelli en Leo van Vercelli bouwden in de 10e en 11e eeuw door koninklijke privileges de macht van Vercelli verder uit. Diverse aanvallen onder leiding van markgraaf Arduin van Ivrea werden afgeslagen; markgraaf Willem III van Monferrato slaagde er wel in het bisschoppelijk paleis in brand te steken. 
In de tweede helft van de 11e eeuw leidde interne machtsstrijd ertoe dat de invloed van de kerk in de stad afnam. In het midden van de 12e eeuw was het gedaan met de wereldlijke macht van de bisschop en werd de stad zelfstandig.
Op 17 juli 1817 werd de stad verheven tot aartsbisdom.

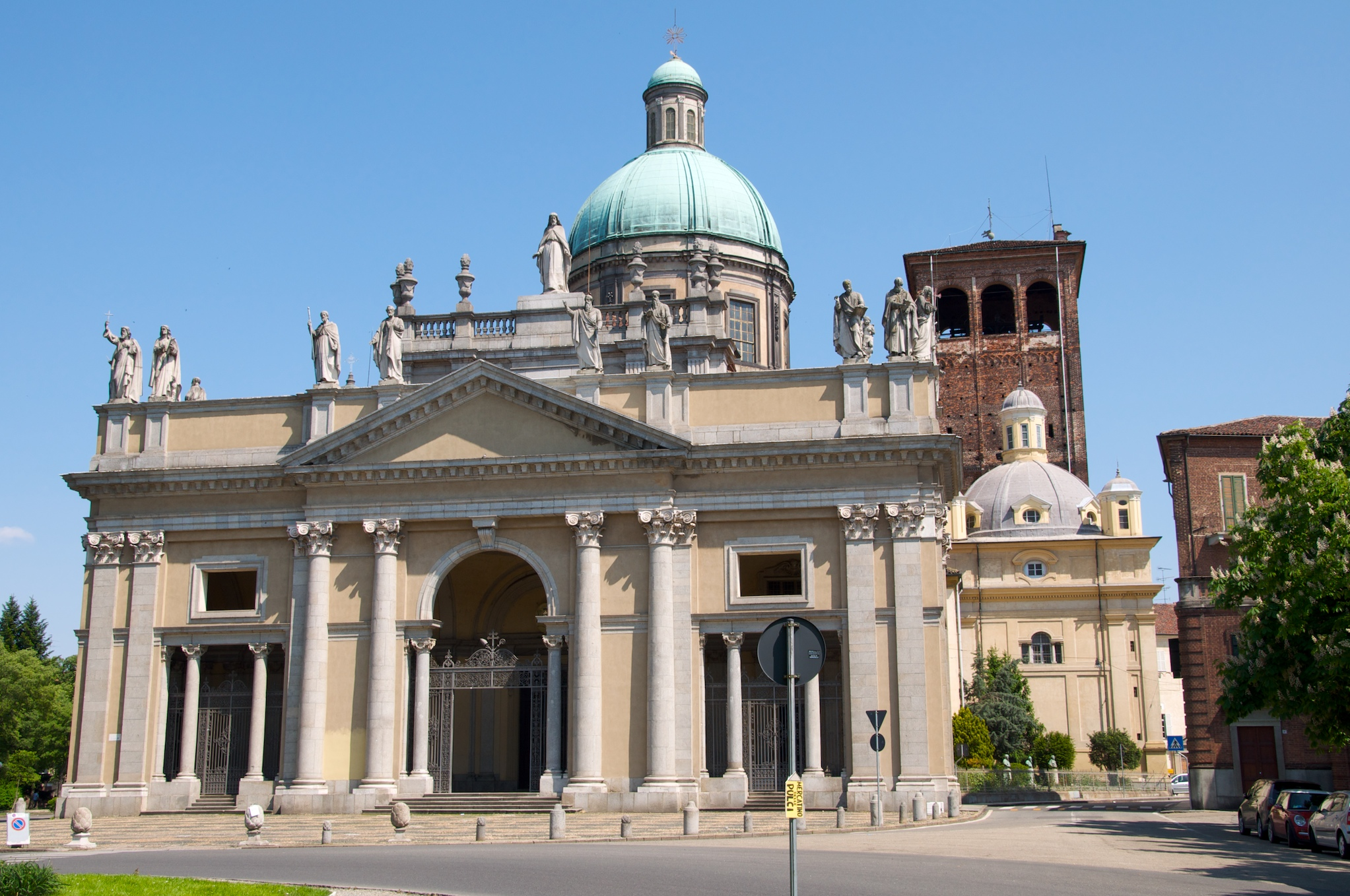
kathedraal van Vercelli
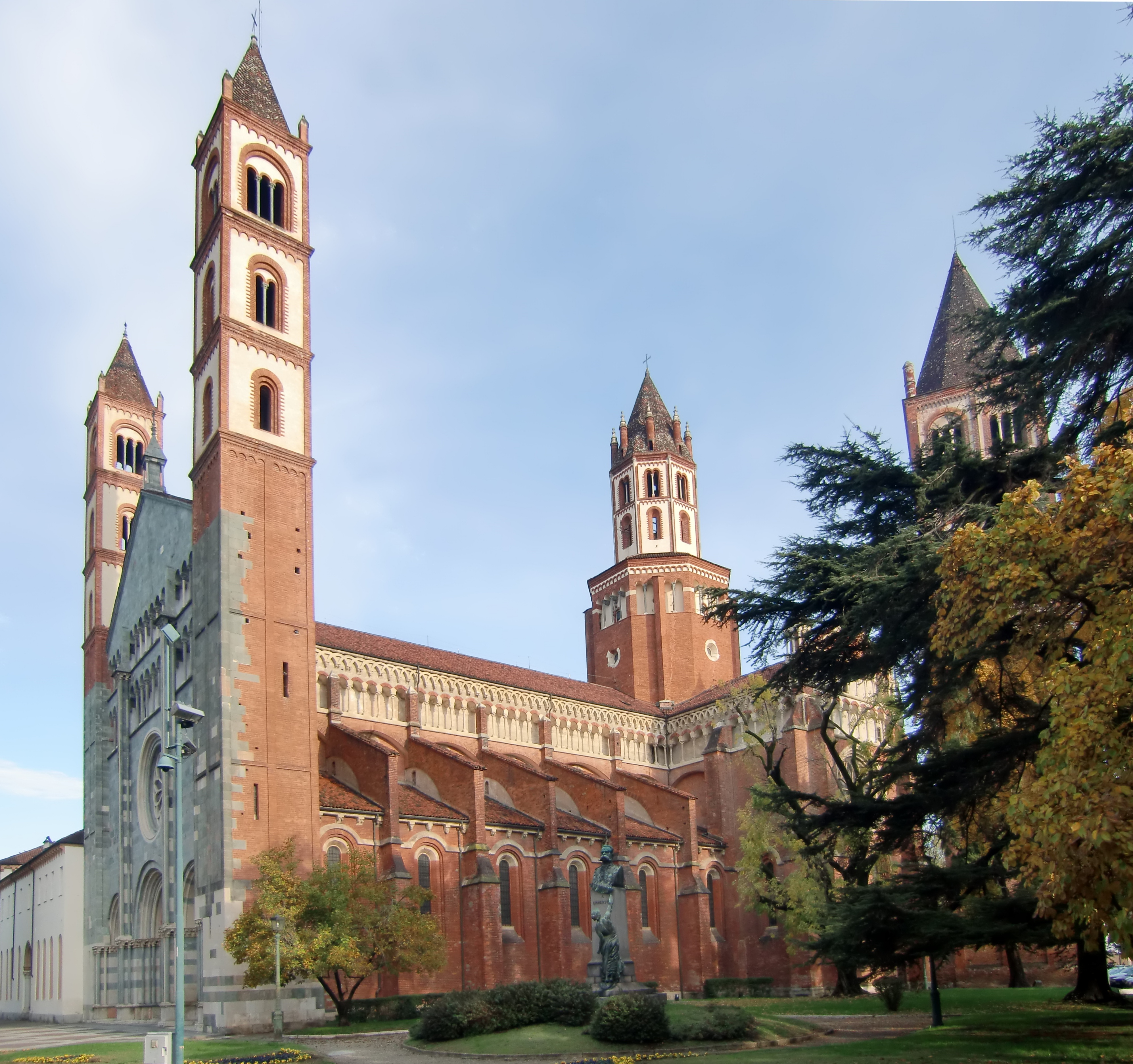
Basilica Sant'Andrea